# Jorge Castelblanco
Jorge Enrique Morales Castelblanco (ur. 23 września 1987 w Chiriquí) – panamski lekkoatleta specjalizujący się w biegach długodystansowych, olimpijczyk z Rio de Janeiro i Tokio.

## Przebieg kariery
W 2011 zajął 3. pozycję w półmaratonie w Miami, dzięki czasowi 1:09:46, w 2015 roku zaś zwyciężył w maratonie w Panamie, dzięki rezultatowi czasowemu 2:32:59.
W 2016 po raz pierwszy w karierze brał udział w letnich igrzyskach olimpijskich, na których w konkurencji maratonu uplasował się na 134. pozycji z czasem 2:39:25. Castelblanco był pierwszym panamskim sportowcem, który uczestniczył w olimpijskiej rywalizacji w maratonie.
W 2017 roku uczestniczył w mistrzostwach świata, na których brał udział w maratonie, ale nie zdołał dobiec do mety.
W 2021 ponownie startował w letnich igrzyskach olimpijskich, na których w konkurencji maratonu był na 75. pozycji z rezultatem 2:33:22.

## Rekordy życiowe
- 15 km – 0:47:09 (25 marca 2017, Girardot)
- półmaraton – 1:09:46 (30 stycznia 2011, Miami)
- maraton – 2:09:49 (6 grudnia 2020, Walencja)

Źródło: 